# هجوم السفارة التركية في لشبونة 1983
كان هجوم السفارة التركية عام 1983 هجومًا على السفارة التركية في لشبونة وقع في 27 يوليو 1983 وأسفر عن مقتل 7 أشخاص، بينهم المهاجمين الخمسة.

## الخلفية
قال شهود عيان إن المسلحين وصلوا في حوالي الساعة 10:30 صباحًا في سيارتين من طراز فورد إسكورت، واحدة حمراء بقيت في المقدمة وأخرى بيضاء دخلت الممر. أثارت السيارة شكوك حارس الأمن البرتغالي لأنها كانت موجودة في اليوم السابق. في تلك المناسبة، منع الحارس الشخصي للسفير رجلين وصلَا إلى السيارة. لقد قالا إنهما جاءَا للحصول على تأشيرات، لكنهما غادرا على عجل حين طُلب منهم إبراز جوازات سفرهم.
بسبب هذا الحادث، طلبت السفارة التركية حمايةً إضافية من الشرطة من السلطات البرتغالية، وقد تمركز شرطي إضافي على الطريق خارج السفارة في يوم الهجوم.

## الهجوم
نبه الشرطي البرتغالي الحارس التركي عندما عادت السيارة البيضاء في اليوم التالي. وعندما اقترب منها الشرطي، فتح مسلح النار من رشاش، مما أسفر عن إصابة الشرطي، لكن الحارس التركي قَتل بدوره المهاجم.
وبينما سارعت الشرطة البرتغالية نحو مكان الحادث، فشل أربعة متسللين آخرين في الدخول إلى مبنى السفارة، واندفعوا إلى مقر إقامة السفير المجاور وأسروا شاغليه الوحيدين، كاهيد مهيوغلو، 42 عامًا، زوجة القائم بالأعمال في السفارة، ولها ابن يدعى أتاساي، 17 عامًا. احتجز المسلحون الرهائن في غرفة زرعوا حولها متفجرات بلاستيكية. لقد هددوا بتفجير المبنى إذا حاولت الشرطة اقتحامه.
طوقت قوة قوامها 170 من رجال شرطة مكافحة الشغب المبنى، كما طوقت المنطقة واختبأت خلف السيارات والأشجار لتجنب إطلاق نار متقطع من داخل مجمع السفارة. دخلت الحكومة البرتغالية برئاسة رئيس الوزراء ماريو سواريز جلسة طارئة خلال الحصار وقررت أن تستخدم لأول مرة مفرزة شرطة الأمن العام البريطانية التدريب من القوة الجوية الخاصة، GOE (Grupo de Operações Especiais).
ومع ذلك، وقبل أن تبدأ القوات الخاصة العملية، فجر المهاجمون قنبلة، وأشعلوا النار في المبنى. وعندما اقتحمت شرطة مكافحة الإرهاب المبنى لم يواجهوا مقاومة وعثروا على ست جثث محترقة. كان من بين القتلى 4 مهاجمين وزوجة الدبلوماسي التركي وشرطي برتغالي معروف باسم مانويل باتشيكو.
أشار المسؤولون إلى أن التطورات غير المتوقعة ربما دفعت المهاجمين إلى الخوف من أن تدخلًا كبيرًا من جانب الشرطة كان وشيكًا وأدى بهم إلى تفجير متفجراتهم قبل الأوان.
اتضح أن الشرطي القتيل باتشيكو كان على دراية بالسفارة. وقد هرع إلى مكان الحادث بعد أن سمع عن الهجوم عبر الراديو وصعد إلى الغرفة حيث كان المسلحون يحتجزون رهائن. لقد قتل في الانفجار. وفي نفس الوقت تقريبًا، قفز أحد الرهائن، أتاساي البالغ من العمر 17 عامًا، من نافذة الطابق الأول من المسكن، ولكنه أصيب في ساقه من قبل مهاجمين أثناء فراره. قد يكون هروب الرهينة وتدخل باتشيكو قد دفع المسلحين إلى تفجير المتفجرات.
وقال وزير الداخلية البرتغالي إدواردو بيريرا إن «الإرهابيين خططوا بشكل واضح لاحتلال السفارة لعدة أيام، وخطف عدد كبير من الرهائن من أجل إحداث تأثير كبير على الرأي العام». كشف مسؤولو الشرطة أن السيارتين كانتا مليئتين بالطعام والمتفجرات، مما يشير إلى أن المسلحين كانوا على استعداد لحصار طويل.

## العواقب
أعلن الجيش الثوري الأرمني مسؤوليته عن الهجوم. جاء في رسالة مطبوعة مكتوبة موقعة من الجيش الثوري الأرمني سلمت إلى مكتب وكالة أسوشيتد برس في لشبونة: «لقد قررنا تفجير هذا المبنى والبقاء تحت الانهيار. هذا ليس انتحارًا، ولا تعبيرًا عن الجنون، بل تضحيتنا من أجل مذبح الحرية». وقالت الجماعة إن الهجوم نُفذ لأن «تركيا وحلفاءها رفضوا الاعتراف بالإبادة الجماعية للأرمن».
دخل المهاجمون البلاد عبر مطار لشبونة كسائحين يحملون جوازات سفر لبنانية وقاموا بحجز غرف فندقية من التلكس العام في بيروت واستأجروا ثلاث سيارات في لشبونة. ومن الوثائق الموجودة في غرف الفندق، حددت الشرطة الخمسة وهم سيتراك أجميان، 19 سنة؛ وآرا كورجوليان، 20 سنة؛ وسركيس أبراهاميان، 21 سنة؛ وسيمون ياهنيان، 21 سنة، وفاش دغليان، 19 سنة (المعروفون في المصادر الأرمينية باسم «خمسة لشبونة»). لقد دفنوا في بيروت في المقبرة الوطنية الأرمنية في برج حمود.
بالإضافة إلى التأثير على العلاقات بين الأرمن والأتراك، دفع هجوم لشبونة أيضًا إلى تغييرات في إستراتيجية الأمن القومي الأمريكي. وبالتحديد، ورد أن رونالد ريغان أحيط علمًا بهجوم السفارة وكان رد فعله كان عاطفيًا، لأنه ضم ضحية أنثى (أي كاهيد مهيوغلو). نقل عن ريغان قوله: «هذا كل شيء. سنعمل مع الحكومات الأخرى ونضع حدًا لهذا الأمر نهائيًا». ثم بدأ عضو مجلس الأمن القومي الأمريكي أوليفر نورث في صياغة توجيه قرار الأمن القومي الذي سمح بالعمليات السرية التي تهدف إلى «تحييد» الإرهابيين. أثار هذا بعض النقاش حول شرعية التوجيه إزاء الأمر التنفيذي 12333، الذي يحظر «الاغتيال». وفي حين ألغيت مصطلحات التحييد في النهاية من قرار مجلس الأمن القومي 138 المُوقع، إلا أن التوجيه شكل مع ذلك تحولًا كبيرًا في السياسة الأمنية الأمريكية من حيث أنه أوضح بشكل صريح حق أمريكا في الدفاع عن نفسها ضد الإرهابيين.

## إحياء الذكرى
تم إحياء الهجوم على السفارة التركية في لشبونة من قبل الأرمن والأتراك في جميع أنحاء العالم.
في كل عام تقيم الجالية الأرمينية في لبنان مراسم تأبين ذكرى مقتل المهاجمين الخمسة. أقامت الجالية الأرمنية في غليندال ، كاليفورنيا، يقظة في كنيسة محلية «لإحياء ذكرى وتضحية» المهاجمين الخمسة. وأشارت الصحيفة الأرمنية الأمريكية الأسبارية في مقالها الافتتاحي إلى المهاجمين بـ«مقاتلي الحرية والأبطال».
في عام 2011، عقدت السفارة التركية في لشبونة احتفالًا لإحياء ذكرى وفاة زوجة الدبلوماسي التركي وشرطي البرتغال الذي مات في الهجوم.

## روابط خارجية
- نشرة SIC. Ataque à embaixada